# 送子鳥 (電影)
《送子鳥》（英語：Storks）是一部2016年美國3D電腦動畫喜劇片，為尼可拉斯·史托勒和道格·史威藍德執導，史托勒也負責撰寫劇本，並與布萊德·路易士共同監製。電影同時也是史威藍德的長片導演處女作。配音员包括安迪·山伯格、凱西·葛雷莫、凱蒂·克朗、安東·史塔曼、珍妮佛·安妮斯頓、泰·布瑞爾、基根-麥可·奇和喬登·皮爾。
《送子鳥》由華納兄弟定於2016年9月23日在美國和中國大陸上映，2016年10月7日則在臺灣上映。

## 劇情
故事就從一間包裹運送公司開始，這間公司以前是送子鳥公司，卻因為發生一位送貨員過於愛護其中一位嬰兒小麗導致發瘋而使公司倒閉，改成宅配公司，多年後小麗變成18歲少女，不過老闆看不慣她的無厘頭而叫他的準接班人丹尼爾去開除她，但小麗接到一個小男孩請求為他送來一個小弟弟，意外重啟了「嬰兒製造機」並製出一個小寶寶，現在，丹尼爾和小麗必須想辦法送這小寶寶到他的新家....。

## 角色

### 介紹
朱尼爾（Junior）
白鸛，專業、迅速，公司的優質員工。
小麗（Tulip）
公司唯一的人類員工。
夯董（Hunter）
白鸛，公司的總裁。
阿法和貝塔（Alpha and Beta）
金光狼群的老大與老二。
納特·蓋德納（Nate Gardner）
人類小男孩，因父母繁忙而被孤立。
莎拉·蓋德納（Sarah Gardner）
納特的母親。
亨利·蓋德納（Henry Gardner）
納特的父親。
馬屁鴿（Pigeon Toady）
陰險、高傲的鴿子，公司的員工。企圖阻止小麗對寶寶的交付。
賈斯柏（Jasper）
巨型鸛，公司的員工。

### 配音員
| 配音                                    | 配音     | 配音   | 配音   | 角色                         |
| 美國                                    | 中国大陆 | 台灣   | 香港   | 角色                         |
| --------------------------------------- | -------- | ------ | ------ | ---------------------------- |
| 安迪·萨姆伯格                           | 张震     | 于正昇 | 黃啟昌 | 朱尼爾（Junior）             |
| 凱蒂·克勞                               | 张喆     | 詹雅菁 | 黃紫嫻 | 小麗（Tulip）                |
| 凱爾塞·格拉瑪                           | 陆建艺   | 符爽   |        | 夯董（Hunter）               |
| 基根-麥可·奇                            | 赵震     | 曹冀魯 |        | 阿法（Alpha）                |
| 喬登·皮爾                               | 林强     | 林協忠 |        | 貝塔（Beta）                 |
| 安東·史達克曼                           | 刘梓乾   | 王惟正 |        | 納特·蓋德納（Nate Gardner）  |
| 珍妮佛·安妮斯頓                         | 伍凤春   | 劉如蘋 |        | 莎拉·蓋德納（Sarah Gardner） |
| 泰·布利爾                               | 吴凌云   | 黃天佑 |        | 亨利·蓋德納（Henry Gardner） |
| 史蒂芬·克萊默·葛里克曼                  | 高增智   | 邱展文 |        | 馬屁鴿（Pigeon Toady）       |
| 丹尼·特乔                               | 藤新     | 孫中台 |        | 賈斯柏（Jasper）             |
| 克里斯多夫·尼可拉斯·史密斯              | 张云明   |        |        | 道格蘭（Dougland）           |
| 奧卡菲娜                                | 李楠     |        |        | 鵪鶉                         |
| 喬馬·塔克尼 伊克·巴里霍爾茨 阿曼達·朗德 | 郝祥海   |        |        | 其他送子鳥                   |

## 發行
電影原本預計於2017年2月10日在美國上映，但後來華納兄弟將其撤下。後來，電影的上映日改定於2016年9月23日，這原本是《樂高忍者電影》的日期。

### 評價
《送子鳥》獲得的評價褒貶不一，但好評多過於負評。爛番茄新鮮度66%，基於134條評論，平均分為6.08/10。而在Metacritic上得到56分，評價好壞各半參雜。主要認為電影的動畫技術亮眼，但劇情的中間有些不知所云，直到後半段才又精采起來。據CinemaScore調查，觀眾的平均評價於A+至F間落於「A-」。

### 票房
在美國和加拿大，電影於首映週末預計能從三千九百間戲院中獲得2600萬3300萬美元的票房，成為9月份最高首週票房的動畫電影。美國首映週末票房獲得2180萬美元，位居當週票房亞軍，排於冠軍《絕地7騎士》（3500萬美元）之後，口碑一般。

## 備註
1. 中國大陸起初命名「逗鸟外传」，定檔時添加現行副標題。

## 外部連結
- 官方网站
- 互联网电影数据库（IMDb）上《送子鳥》的资料（英文）
- Box Office Mojo上《送子鳥》的資料（英文）
- 爛番茄上《送子鳥》的資料（英文）
- Metacritic上《送子鳥》的資料（英文）
- AllMovie上《送子鳥》的资料（英文）
- 開眼電影網上《送子鳥》的資料（繁體中文）
- Yahoo奇摩電影上《送子鳥》的資料（繁體中文）
- 雅虎香港電影上《送子鳥》的資料（繁體中文）
- 时光网上《送子鳥》的資料（简体中文）
- 豆瓣电影上《送子鳥》的資料 （简体中文）